# Lena Oberdorf
Lena Oberdorf (Gevelsberg, 19 december 2001) is een voetbalspeelster uit Duitsland. Ze speelt als middenvelder voor FC Bayern München in de Bundesliga.

## Clubcarrière
Lena Oberdorf speelde in de jeugd voor een jongensteam van TSG Sprockhövel. In 2017 besloot SG Essen-Schönebeck Oberdorf een driejarig contract aan te bieden, waarvoor ze op 9 september 2018 haar debuut maakte in de DFB Pokal wedstrijd tegen SV Henstedt-Ulzburg. Minder dan een week later volgde ook Oberdorfs debuut in de Bundesliga in een uitduel tegen MSV Duisburg. In deze wedstrijd maakte Oberdorf gelijk haar eerste twee doelpunten in de Bundesliga. In 2020 maakte Oberdorf de overstap naar VfL Wolfsburg, waarvoor ze een driejarig contract tekende. Met VfL Wolfsburg wist Oberdorf kampioen te worden in het seizoen 2021/22. In juli 2022 werd het contract van Lena Oberdorf verlengd tot medio 2025.
Op 14 februari 2024 maakte FC Bayern München bekend Oberdorf vanaf het seizoen 2024/25 over te nemen van VfL Wolfsburg. Oberdorf tekende een contract tot 30 juni 2028. Door een kruisbandblessure miste ze een groot gedeelte van haar eerste seizoen in München.

## Statistieken
| Seizoen | Club                | Land      | Competitie | Wedstrijden | Doelpunten |
| ------- | ------------------- | --------- | ---------- | ----------- | ---------- |
| 2018/19 | SG Essen-Schönebeck | Duitsland | Bundesliga | 16          | 9          |
| 2019/20 | SG Essen-Schönebeck | Duitsland | Bundesliga | 20          | 3          |
| 2020/21 | VfL Wolfsburg       | Duitsland | Bundesliga | 20          | 7          |
| 2021/22 | VfL Wolfsburg       | Duitsland | Bundesliga | 17          | 2          |
| 2022/23 | VfL Wolfsburg       | Duitsland | Bundesliga | 17          | 3          |
| 2023/24 | VfL Wolfsburg       | Duitsland | Bundesliga | 17          | 5          |
| 2024/25 | FC Bayern München   | Duitsland | Bundesliga | 0           | 0          |
| Totaal  | Totaal              | Totaal    | Totaal     | 107         | 29         |

Laatste update: 18 februari 2025

## Interlandcarrière
In december 2018 werd Oberdorf voor het eerst opgeroepen voor het Duits voetbalelftal. Op 6 april 2019 mocht ze haar debuut maken in een oefenwedstrijd in Solna tegen Zweden. Oberdorf was de achtste jongste speelster die uitkwam voor het Duitse voetbalelftal. Haar eerste interlandgoal maakte Oberdorf op 3 september 2019 in Lviv in een 8-0 overwinning in een EK-kwalificatiewedstrijd tegen Oekraïne.
Bondscoach Martina Voss-Tecklenburg selecteerde Lena Oberdorf voor het WK 2019. Door in te vallen in de groepswedstrijd tegen China werd Oberdorf met haar zeventien jaar de jongste Duitse speelster ooit op een WK. Ze werd ook geselecteerd voor het EK 2022 waarin ze op één groepswedstrijd na alle wedstrijden in actie kwam. Na de verloren finale tegen Engeland werd Oberdorf uitgeroepen tot jonge speelster van het toernooi. Voor het WK 2023 werd Oberdorf opnieuw geselecteerd door Martina Voss-Tecklenburg. Hierin werd Duitsland echter al in de groepsfase uitgeschakeld.

## Trivia
- De broer van Lena Oberdorf, Tim Oberdorf, is ook profvoetballer en speelt voor Fortuna Düsseldorf.[5]